# 드미트리 체포베츠키
드미트리 체포베츠키(영어: Dmitry Chepovetsky, 1970년 1월 1일~)는 캐나다의 배우이다.

## 출연 작품

### 영화
- 시베리아 (2018년) - 이반 역
- 미션 임파서블: 고스트 프로토콜 (2011년) - 러시안 서브 엔사인 역
- 레드 (2010년)
- 드리븐 투 킬 (2009년)
- 베이비 포뮬라 (2008년)
- 데드 사일런스 (2007년) - 리차드 월커 역
- 맨 오브 더 이어 (2006년)
- 럭키 넘버 슬레븐 (2006년)
- 다크 워터 (2001년)
- 이중 생활 (2001, The Familiar Stranger)
- K-19 위도우메이커 (2001년)
- 체인 오브 풀스 (2000년)
- 미션 투 마스 (2000년)

### 텔레비전
- ReGenesis (2004-08)